# Варварино (Татарстан)
Варварино — село в Камско-Устьинском районе Татарстана, в верховье реки Киярметь, в 45 км. к северо-западу от поселка городского типа Камское Устье (Варваринское сельское поселение). На 2000 год численность населения составляла 163 жителей. Национальная принадлежность населения — русские. Основное занятие населения — сельское хозяйство (растениеводство, молочное животноводство). В селе имеются неполная средняя школа, дом культуры, библиотека.
Основано в 1-й половине XIX в. В доворелюционных источниках известно также под названием Кувшиновка.
До реформы 1861 года жители относились к категории помещичьих крестьян. Занимались земледелием, разведением скота. В начале XX в. функционировали: школа грамоты (открыта в 1882 г.), водяная и 4 ветряные мельницы, 4 мелочные лавки. В этот период земледельный надел сельской общины составлял 909,5 десятин. До 1920 года село входило в Теньковскую волость Свияжского уезда Казанской губернии;
- с 1920 года — в составе Свияжского кантона ТАССР;
- с 14.02.1927 года — в Теньковском;
- с 20.10.1931 года — в Верхнеуслонском;
- с 10.02.1935 года — в Теньковском;
- с 16.07.1958 года — в Камско-Устьинском;
- с 01.02.1963 года — в Тетюшском;
- с 12.01.1965 года — в Камско–Устьинском р-нах.

## Число жителей
- в 1859 г — 509 человек
- в 1897 г — 701 человек
- в 1908 г — 972 человек
- в 1926 г — 866 человек
- в 1938 г — 510 человек
- в 1949 г — 518 человек
- в 1958 г — 446 человек
- в 1970 г — 315 человек
- в 1979 г — 240 человек
- в 1989 г — 156 человек